# Dvorní šašci
Dvorní šašci je román Viktora Fischla z roku 1982. Jedná se o akční filosofickou prózu, jejímž ústředním tématem je etický problém pomsty. Titul románu pojmenovává pozici čtyř hrdinů „na dvoře“ hejtmana Kohla a zároveň ohledávání pozice člověka na dvoře Božím. Autor sleduje osudy čtyř židovských kamarádů z Osvětimi a líčí jejich životy během války a po ní.
Dvorní šašci patří k nejvýznamnějším a nejpřekládanějším knihám Viktor Fischla. Vedle hebrejštiny, angličtiny, francouzštiny a němčiny bylo dílo přeloženo do nizozemštiny, švédštiny, norštiny, rumunštiny a dokonce i do japonštiny. Filmová práva na Dvorní šašky koupil režisér Miloš Forman, avšak k filmovému zpracování tohoto díla nikdy nedošlo.

## Postavy
- Kahana – Postava židovského hrbatého soudce, který umí předpovídat budoucnost a odhalit zákoutí lidské minulosti. Přestože dokáže vidět budoucnost, on sám si rozhoduje o tom, co tazateli řekne. V díle vystupuje jako hlavní vypravěč příběhu.
- Leo Riesenberg – Lilipután, přezdívaný též jako Leo Obříhora, si pozornost okolí získává svým malým vzrůstem a vtipností. Jeho činností v táboře je metání kozelce a bavení přítomných diváků svými řečmi a grimasami.
- Max Himmelfarb – Postava nevýznamného historika, jenž byl dříve zaměstnán v univerzitní knihovně. V koncentračním táboře však působí jako hvězdopravec, který z hvězd čte budoucnost.
- Adam Wahn – Eskamotér a iluzionista, který pro obveselení druhých žongluje až za hranice svých možností.
- Hejtman Kohl – Kohl je nacistický velitel tábora. Kohlem jsou vybraní vězni koncentračního tábora pokládáni za zábavné zrůdy pro obveselení hostů při jeho večerních pitkách.

## Dějová linie
Děj knihy lze rozdělit na dvě hlavní linie. První část knihy se odehrává převážně během druhé světové války ve vyhlazovacím koncentračním táboře, druhá, rozsáhlejší část knihy, se odehrává nejprve na různých místech v Evropě a posléze končí v Jeruzalémě v roce 1967. Celkem 23 krátkých kapitol zachycuje osudy čtyř mužů, které přivedl jejich židovský původ do německého koncentračního tábora. Těmito čtyři muži jsou sudí a vypravěč celého příběhu Kahana, lilipután Leo Riesenberg, žonglér Adama Wahn a astrolog Max Himmelfarb.

### 1. část
První část knihy seznamuje s prostředím koncentračního tábora a také se samotnými „dvorními šašky“. Těmi je čtveřice mužů, které kromě židovského původu spojuje i služba u velitele koncentračního tábora, hejtmana Kohla. Kohl si vybral každého z nich kvůli jeho individuálním schopnostem a výjimečnosti za účel obveselování jeho hostů na společenských událostech. Kohn držel své „dvorní šašky“ v ústraní, čímž jim sice nehrozilo takové bezprostřední nebezpečí smrti jako ostatním, přesto služba pro zvráceného a surového hejtmana pošlapávala jejich lidství a zanechávala v nich hluboké duševní šrámy.
Krátce je popsán jejich každodenní život v táboře, činnosti, které musí šašci vykonávat, i to, co všechno u Kohna zažívali. Jednoho večera se například hejtman Kohl vsadil s důstojníkem Walzem, že žongléra Wahna při žonglování nic nerozhodí. Sázka se však zvrhne a končí tím, že důstojník zastřelí Wahnovu ženu přímo jemu před očima. Od této chvíle Wahn nemyslí na nic jiného než na pomstu. Tábor zanedlouho po této příhodě osvobodí Rudá armáda. Všichni dvorní šašci nakonec válku přežijí a získají svobodu. Kohlovi se spolu s ostatními veliteli díky soudcově předpovědi a varování před příchodem Rusů podaří uniknout.

### 2. část
Na cestě vlakem zpět domů se Leo Riesenberg nešťastnou náhodou připlete mezi dva vagony a umírá. S odstupem let se vplývá na povrch i příběh Maxe, který se po válce vrací domů a nalezne svůj dům v troskách. Bez rodiny a naprosto osamocený odjíždí do Jeruzaléma, kde se setkává s Kahanem. Největší pozornost je v druhé části věnována příběhu Adama Wahna a jeho dlouholeté cestě za pomstou. Wahn se po válce vydává hledat důstojníka, který mu zavraždil ženu, aby ho též zabil. Walze však spáchá sebevraždu a utopí se v moři. Nakonec i sám Wahn je výbuchem připraven o ruku a na následky svého poranění později zemře v Jeruzalémě.

## Úryvek z knihy
„Museli jsme být pohled pro bohy. Pruhované vězeňské hadry na nás plandaly jako na strašácích. Pokaždé, když před námi otevřeli dveře vedoucí do veliké místnosti - dalo se skoro mluvit o sálu -, kde mocný hejtman Kohl, pán nad našimi životy a smrtí, vítal své časté hosty, vběhli jíme jako šašci do manéže, ale i trochu jako otroci vržení napospas dravé zvěři do jícnu Kolosea, neboť jsme si nikdy nemohli být docela jisti, že se odtud vrátíme živí.“

## Autor o knize
V knize Dva životy od Dany Emingerové je uveřejněn rozhovor s Viktorem Fischlem, ve kterém objasňuje, za jakých okolností dílo vzniklo.
DE: „Váš stěžejní román Dvorní šašci pojednává o holocaustu. Je podle skutečných událostí?“
VF: „Většina Dvorních šašků je z mé hlavy. Sice jsem někde něco částečně slyšel, ale hlavní příběh, v němž se rozebírá etický problém pomst, jsem si vymyslel. Je tam však mnoho postranních epizod z každodenního života tábora, které vypravoval můj bratr. [...]“
DE: „Jak jste přišel na nápad právě těch čtyř šašků?“
VF: „Spisovatel se liší od většiny ostatních lidí snad právě tím, že má trochu víc nápadů. Proč a jak mu to a ono napadlo, však sotva kdy může vysvětlit. Snad pomohlo, že jsem v Norsku poznal Žida, který přežil koncentrák, protože hrál dobře na trubku a veliteli tábora se to líbilo.“
DE: „Dvorní šašci byli přeloženi do tuctu jazyků i do japonštiny. Jak je možné, že člověk, který sám holocaust neprožil, mohl napsat tak silné dílo?“
VF: „Myslím, že se umím do lidí vciťovat a zároveň si zachovávám potřebný nadhled.“